# Lovrenc Rasp
Lovrenc Bernard Avgust Rasp, baron in podmaršal v službi Habsburžanov, * 1725, Ljubljana, † 14. november 1791, Ljubljana.   
Leta 1745 je kot častnik stopil v avstrijsko armado, se v letih 1745−1748 bojeval v nasledstveni vojni in postal 1759 polkovnik. V sedemletni vojni se je junaško boril (Torgava, Svidnica-Bösenfort), bil 1762 v Königsbergu ujet, ko se je morala trdnjava zaradi lakote in prepozne pomoči predati, ter bil šele po sklenjenem miru (1763) izpuščen. Leta 1762 je bil odlikovan z viteškim križcem reda Marije Terezije, imenovan za poveljnika 5. pešpolka na Hrvaškem, postal leta 1766 baron, 1770 general in 1775 podmaršal.